# (6903) 1989 XM
(6903) 1989 XM (1989 XM, 1988 RJ5, 1999 YN29) — астероїд головного поясу.
Тіссеранів параметр щодо Юпітера — 3,274.